# 里茨-诺伊恩多夫
里茨-诺伊恩多夫（德語：Rietz-Neuendorf）是德国勃兰登堡州的市镇，隶属于奥得-施普雷县，总面积为184.78平方千米，截至2020年总人口为4102人。